# Bravodirect
Bravodirect is een netwerk van hoogwaardige busverbindingen in de provincie Noord-Brabant. Het netwerk bestaat uit buslijnen die verschillende Brabantse plaatsen met elkaar verbinden. Op de bussen van Bravodirect zijn reguliere vervoersbewijzen en speciale dagkaarten geldig. Vanaf januari 2008 tot de zomer van 2018 heette dit OV-merk Volans.

## Geschiedenis
Sinds januari 2008 reed Veolia Transport Nederland op drie lijnen tussen het centrum van Etten-Leur en station Breda, onder de naam Volans. Deze lijnen van Volans reden deels over een vrije busbaan en hadden voorrang bij verkeerslichten op ander verkeer. Hierdoor werd een snellere verbinding gewaarborgd. Aan het einde van de lijn reden de bussen verder als "normale" streekbus.
In het kader van het HOV-project in heel Brabant, stelde de provincie dat gebied in als proefgebied en ondertekende samen met de gemeentes Etten-Leur, Oosterhout en Breda een samenwerkingsovereenkomst. De provincie was hierbij de opdrachtgever en de gemeentes beheerden de haltes en het wegennet. Veolia Transport zorgde voor de dienstregeling en het wagenpark. Voor Volans waren er een aantal 12 meterbussen beschikbaar gesteld die een eigen huisstijl aangemeten kregen. Deze was wel conform de eisen van de provincie Noord-Brabant. Veolia Transport maakte voor deze lijnen gebruik van speciale Berkhof Ambassador 200 bussen (series 5323-5342). Alle bussen beschikten, in vergelijking met de normale bussen van Veolia, over meer ruimte voor buggy's, rolstoelen, bagage en er was full-airco (chauffeur en passagiers) aanwezig. Ook hadden de bussen camerabewaking.
Met ingang van de concessies West-Brabant en Oost-Brabant per december 2014, stelde de provincie de eis dat de sneldienstlijnen om werden gezet naar Volanslijnen. Dit in het kader van het samenwerkingsverband OV-netwerk BrabantStad, bestaande uit een compleet pakket met maatregelen om het openbaar vervoer in de provincie meer te gaan stimuleren. Het samenwerkingsverband bestond naast de provincie Noord-Brabant, uit de vijf grote Brabantse steden Breda, Tilburg, Eindhoven, Roosendaal en 's-Hertogenbosch.
Per 14 december 2014 rijdt Arriva op alle huidige Volans Lijnen in beide concessies. Hiervoor zet Arriva Volvo 8900 bussen in die voorzien zijn van comfortabele stoelen, wifi, meer beenruimte, individueel instelbare airco, een USB-aansluiting en een eigen huisstijl.
Sinds december 2016 rijdt Hermes in de concessie Zuidoost-Brabant. De provincie had als eis gesteld dat het bedrijf bij aanvang ging rijden onder de naam Bravo. Alle sneldienstlijnen zouden hierdoor ook onder deze naam gaan rijden. In 2017 volgde Arriva door hun lijnen, met uitzondering van de Volanslijnen en de Brabantliner, in navolging van de concessie Zuidoost-Brabant ook te gaan rijden onder de naam Bravo. Hierdoor reden de sneldienstlijnen onder drie verschillende namen. In 2018 werd besloten om een uniforme huisstijl en naam te hanteren voor alle snelbussen, met uitzondering van de Brabantliner.

## Netwerk

### Huidig netwerk
In totaal vallen er in de provincie Noord-Brabant 30 buslijnen onder de naam Bravodirect. Hieronder een overzicht van de buslijnen.
| Lijn                      | Bestemming                                                       | Via                                                                                         | Concessie        | Opmerkingen                            |
| HOV-streekbussen          | HOV-streekbussen                                                 | HOV-streekbussen                                                                            | HOV-streekbussen | HOV-streekbussen                       |
| ------------------------- | ---------------------------------------------------------------- | ------------------------------------------------------------------------------------------- | ---------------- | -------------------------------------- |
| 300                       | 's-Hertogenbosch, Centraal Station – Tilburg, Centraal Station   | Waalwijk, Sprang-Capelle, Kaatsheuvel (Efteling), Loon op Zand                              | Oost-Brabant     | Rijdt niet 's avonds en op zondag      |
| 301                       | 's-Hertogenbosch, Centraal Station – Tilburg, Centraal Station   | Vlijmen, Drunen, Waalwijk, Sprang-Capelle, Kaatsheuvel (Efteling), Loon op Zand             | Oost-Brabant     |                                        |
| 305                       | Oss, Station – Eindhoven, Centraal Station                       | Heesch, Nistelrode (Noorderbaan), Uden, Veghel, Sint-Oedenrode ( afrit 9)                   | Oost-Brabant     |                                        |
| 306                       | 's-Hertogenbosch, Centraal Station – Uden, Busstation            | Sint-Michielsgestel (Gestelse Poort), Schijndel, Wijbosch, Eerde, Veghel                    | Oost-Brabant     |                                        |
| 317                       | Eindhoven, Centraal Station – Dommelen, Damianusdreef            | Aalst, Valkenswaard                                                                         | Zuidoost-Brabant |                                        |
| 318                       | Eindhoven, Centraal Station – Luyksgestel, Boscheind             | Aalst, Valkenswaard, Dommelen, Westerhoven, Bergeijk                                        | Zuidoost-Brabant |                                        |
| 319                       | Eindhoven, Centraal Station – Reusel, Busstation                 | Veldhoven, Eersel, Duizel, Hapert, Bladel                                                   | Zuidoost-Brabant |                                        |
| 320                       | Eindhoven, Centraal Station – Helmond, Station                   | Geldrop, Mierlo, Lierop, Someren, Asten                                                     | Zuidoost-Brabant |                                        |
| 321                       | Eindhoven, Centraal Station – Gemert, Pelgrimsrust               | Nuenen, Gerwen, Lieshout, Beek en Donk                                                      | Zuidoost-Brabant | Rijdt niet 's avonds en in het weekend |
| 322                       | Eindhoven, Centraal Station – Uden, Busstation                   | Nuenen, Gerwen, Lieshout, Beek en Donk, Gemert, Boekel, Molenwijk, Volkel                   | Zuidoost-Brabant |                                        |
| 323                       | Eindhoven, Centraal Station – Gemert, Groenesteeg                | Nuenen, Gerwen, Lieshout, Beek en Donk                                                      | Zuidoost-Brabant | Spitslijn                              |
| 324                       | Eindhoven, Centraal Station – Geldrop, Coevering                 |                                                                                             | Zuidoost-Brabant |                                        |
| 360                       | Rotterdam, Zuidplein – Putte, Moretuslei                         | Numansdorp (), Dinteloord, Steenbergen, Halsteren, Bergen op Zoom, Hoogerheide, Ossendrecht | West-Brabant     |                                        |
| 361                       | Oud Gastel, Busstation – Ossendrecht, Moleneind                  | Stampersgat, Dinteloord, Steenbergen, Halsteren, Bergen op Zoom, Hoogerheide                | West-Brabant     |                                        |
| 370                       | Etten-Leur, Transferium Vosdonk – Geertruidenberg, Oude Stadsweg | Breda, Teteringen, Oosterhout, Raamsdonksveer                                               | West-Brabant     |                                        |
| 371                       | Etten-Leur, Centrum – Tilburg, Centraal Station                  | Breda, Teteringen, Oosterhout, Oosteind, Dongen                                             | West-Brabant     |                                        |
| 372                       | Breda, Bijster – Oosterhout, Busstation                          | Teteringen                                                                                  | West-Brabant     |                                        |
| 373                       | Breda, Centraal Station – Zevenbergen, Kristallaan               | Prinsenbeek, Zwartenberg                                                                    | West-Brabant     |                                        |
| 374                       | Made, Gemeentehuis – Zundert, Berkenlaan                         | Wagenberg, Terheijden, Breda, Effen, Rijsbergen                                             | West-Brabant     |                                        |
| 375                       | Breda, Centraal Station – Baarle-Nassau, Sint Janstraat          | Ulvenhout, Chaam, Gaarshof                                                                  | West-Brabant     |                                        |
| 380                       | Oud Gastel, Busstation – Geertruidenberg, Oude Stadsweg          | Oudenbosch, Hoeven, Etten-Leur, Breda, Oosterhout, Raamsdonksveer                           | West-Brabant     |                                        |
| HOV-stadsbussen Eindhoven |                                                                  |                                                                                             |                  |                                        |
| 400                       | Eindhoven, Centraal Station – Eindhoven, Eindhoven Airport       | WoensXL                                                                                     | Zuidoost-Brabant | Airport Shuttle                        |
| 401                       | Eindhoven, Centraal Station – Eindhoven, Eindhoven Airport       | Philips Stadion, Strijp-S, P+R Meerhoven                                                    | Zuidoost-Brabant |                                        |
| 402                       | Eindhoven, Centraal Station – Veldhoven, Zonderwijk              | Philips Stadion, Strijp-S, P+R Meerhoven, Veldhoven City Centrum, Oerle                     | Zuidoost-Brabant |                                        |
| 403                       | Eindhoven, Centraal Station – Veldhoven, Heikant                 | Philips Stadion, Strijp-S, P+R Meerhoven (Waterrijk)                                        | Zuidoost-Brabant |                                        |
| 404                       | Eindhoven, Centraal Station – Nuenen, Centrum                    | WoensXL, Summa College Sterrenlaan, Eckart, Nuenen West                                     | Zuidoost-Brabant | Rijdt niet 's avonds en in het weekend |
| 405                       | Eindhoven, Centraal Station – Achtse Barrier                     | WoensXL, Sportpark Eindhoven Noord                                                          | Zuidoost-Brabant |                                        |
| 406                       | Eindhoven, Centraal Station – Son en Breugel, Ekkersrijt         | WoensXL, Sportpark Eindhoven Noord                                                          | Zuidoost-Brabant | Rijdt in het weekend niet 's avonds    |
| 407                       | Eindhoven, Centraal Station – High Tech Campus Eindhoven         | Vestdijk, Stratum, Genneper Parken                                                          | Zuidoost-Brabant | Rijdt niet na 20:00 en in het weekend  |
| 408                       | Eindhoven, Centraal Station – High Tech Campus Eindhoven         | Vestdijk, Stratum, Aalst                                                                    | Zuidoost-Brabant | Rijdt niet 's avonds en in het weekend |